# Tętnica nabrzuszna dolna
Tętnica nabrzuszna dolna (łac. arteria epigastrica inferior) – w anatomii człowieka tętnica unaczyniająca przednią ścianę brzucha, będąca gałęzią tętnicy biodrowej zewnętrznej. Jej średnica wynosi około 3 mm. Od tętnicy biodrowej zewnętrznej odchodzi przyśrodkowo, w pobliżu jej końca, zwykle tuż powyżej więzadła pachwinowego.
Po odejściu biegnie początkowo skośnie przyśrodkowo, a następnie stromo do góry, kierując się ku tylnej powierzchni mięśnia prostego brzucha, po którym przebiega do góry, wywołując tu fałd otrzewnej, zwany fałdem pępkowym bocznym. Wnika do mięśnia prostego brzucha i zaopatruje go wraz z odpowiednim obszarem skóry. Kończy się około 5–6 cm powyżej pępka poprzez zespolenie z tętnicą nabrzuszną górną, z którą tworzy tak zwaną pionową drogę tętniczą przednią tułowia.
W swoim przebiegu tętnica nabrzuszna dolna oddaje gałąź łonową, od której z kolei odchodzi gałąź zasłonowa zespalająca się z gałęzią łonową tętnicy zasłonowej, przy czym sama tętnica zasłonowa może także odchodzić od tętnicy nabrzusznej dolnej, zamiast (jak zazwyczaj) od tętnicy biodrowej wewnętrznej. Oprócz tętnicy łonowej od tętnicy nabrzusznej dolnej odchodzi tętnica mięśnia dźwigacza jądra (u mężczyzn) lub tętnica więzadła obłego macicy (u kobiet).
Z obszaru zaopatrywanego przez tętnicę nabrzuszną dolną krew zbiera towarzysząca jej (w części przebiegu podwójna) żyła nabrzuszna dolna.